# Caribbean Law Institute
Het Caribbean Law Institute (CLI) is een Amerikaans-Caribisch instituut. Het doel ervan is de hervorming en harmonisatie van commerciële wetten in de Caribische landen van het Gemenebest van Naties.
Het CLI werd in 1988 opgericht met behulp van een donatie van het United States Agency for International Development. Het is een gezamenlijk initiatief van het Caribbean Law Institute Center (CLIC) van de University of the West Indies (Cave Hill, Barbados) en de Florida State University (Tallahassee). Het is gevestigd op beide universiteiten.